# Preston North End Football Club 2011-2012
Questa voce raccoglie le informazioni riguardanti il Preston North End Football Club nelle competizioni ufficiali della stagione 2011-2012.

## Rosa
| N. |                             | Ruolo | Calciatore         |
| -- | --------------------------- | ----- | ------------------ |
| 1  | Germania (bandiera)         | P     | Thorsten Stuckmann |
| 2  | Scozia (bandiera)           | D     | David Gray         |
| 3  | Irlanda del Nord (bandiera) | D     | Conor McLaughlin   |
| 4  | Inghilterra (bandiera)      | C     | Ian Ashbee         |
| 5  | Inghilterra (bandiera)      | D     | Clarke Carlisle    |
| 6  | Galles (bandiera)           | D     | Craig Morgan       |
| 7  | Canada (bandiera)           | A     | Iain Hume          |
| 8  | Scozia (bandiera)           | C     | Paul Coutts        |
| 9  | Inghilterra (bandiera)      | A     | Jamie Proctor      |
| 10 | Scozia (bandiera)           | C     | Barry Nicholson    |
| 11 | Germania (bandiera)         | A     | Juvhel Tsoumou     |
| 12 | Scozia (bandiera)           | D     | Brian McLean       |
| 14 | Scozia (bandiera)           | D     | Steven Smith       |
| 15 | Irlanda (bandiera)          | C     | Adam Barton        |
| 16 | Inghilterra (bandiera)      | C     | Danny Mayor        |
| 17 | Galles (bandiera)           | C     | Paul Parry         |
| 18 | Irlanda del Nord (bandiera) | D     | Daniel Devine      |

| N. |                             | Ruolo | Calciatore        |
| -- | --------------------------- | ----- | ----------------- |
| 19 | Giamaica (bandiera)         | A     | Keammar Daley     |
| 21 | Scozia (bandiera)           | P     | Iain Turner       |
| 22 | Scozia (bandiera)           | C     | Graham Alexander  |
| 23 | Inghilterra (bandiera)      | D     | Scott Leather     |
| 24 | Irlanda del Nord (bandiera) | C     | Seanan Clucas     |
| 25 | Inghilterra (bandiera)      | P     | Andreas Arestidou |
| 26 | Australia (bandiera)        | D     | Bailey Wright     |
| 27 | Irlanda del Nord (bandiera) | A     | Jamie Douglas     |
| 28 | Inghilterra (bandiera)      | C     | George Miller     |
| 30 | Inghilterra (bandiera)      | D     | Alex Billington   |
| 31 | Inghilterra (bandiera)      | P     | Dominic Comrie    |
| 32 | Irlanda del Nord (bandiera) | A     | Michael McLellan  |
| 33 | Inghilterra (bandiera)      | A     | Neil Mellor       |
| 34 | Barbados (bandiera)         | A     | Jonathan Forte    |
| 35 | Inghilterra (bandiera)      | A     | Sam Hoskins       |
| 38 | Inghilterra (bandiera)      | C     | Nathan Doyle      |
| 39 | Inghilterra (bandiera)      | D     | Jamie McCombe     |